# Constantin Hansen

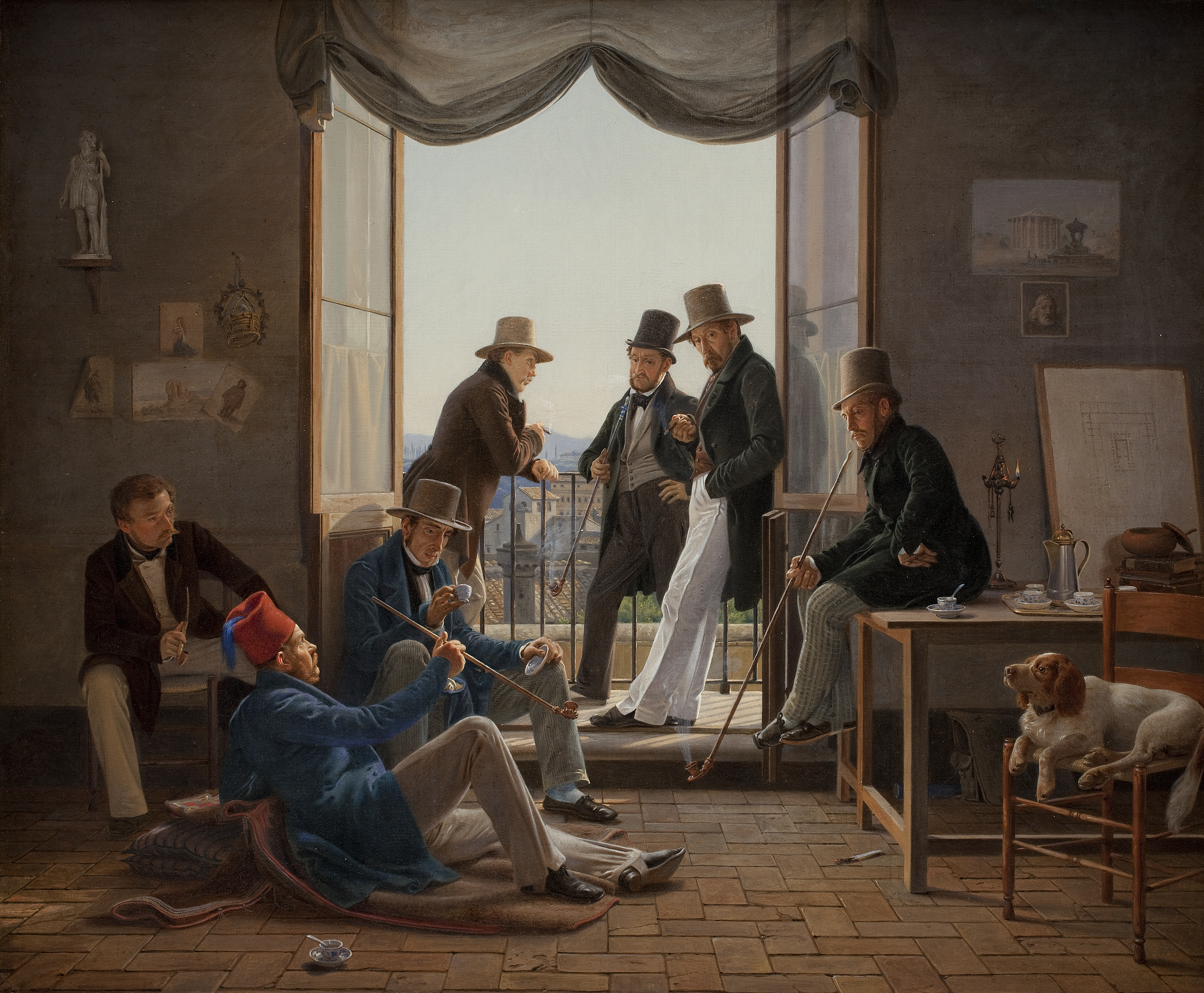
Eine Gesellschaft dänischer Künstler in Rom, 1837, Auf dem Boden sitzend Bindesbøll,
von links nach rechts Hansen, Rørbye, Marstrand, Küchler, Blunck und Sonne.
Öl auf Leinwand, 62 × 74 cm, Statens Museum for Kunst, Kopenhagen.

Carl Christian Constantin Hansen (* 3. November 1804 in Rom; † 29. März 1880 in Kopenhagen) war ein dänischer Historienmaler.

## Leben
Hansen war der Sohn des Malers Hans Hansen (1769–1828). Er kam in Rom zur Welt und wurde erst im darauffolgenden Jahr in Wien getauft; seine Familie machte dort auf ihrer Rückreise nach Dänemark Station. Er war ein Neffe von Constanze Mozart, der Witwe des Komponisten Wolfgang Amadeus Mozart, die in zweiter Ehe einen dänischen Konsul geheiratet hatte. Ihr zu Ehren erhielt er den Namen Constantin.
Ab 1817 begann Hansen an der Kunstakademie von Kopenhagen Architektur zu studieren. 1821 brach er dieses Studium ab und widmete sich von nun an ganz der Malerei. Hansen wurde Schüler im Atelier von Christoffer Wilhelm Eckersberg und konnte bereits vier Jahre später mit einigen Porträts auf einer Ausstellung der Akademie erfolgreich debütieren.
1835 erhielt Hansen ob seiner Leistungen ein zweijähriges Stipendium, das es ihm ermöglichte nach Italien zu reisen. Im Spätsommer desselben Jahres reiste er über Berlin, Dresden, Prag, Nürnberg nach München. Von dort aus über Salzburg und Florenz nach Rom. Dort schloss er sich schon bald seinem Landsmann, dem Bildhauer Bertel Thorvaldsen und dessen Kreis an.
Von Rom aus unternahm Hansen 1838 zusammen mit dem Maler Jørgen Roed eine mehrwöchige Studienreise nach Neapel und Pompeji. Dieses wiederholte er im darauffolgenden Jahr mit Christen Købke und Georg Christian Hilker und besichtigte dann auch Paestum. Auf beiden Reisen studierte und kopierte Hansen mit seinen Freunden meistenteils antike Fresken.
Eines seiner wichtigsten Gemälde aus seiner Zeit in Italien war das 1837 entstandene „Eine Gesellschaft dänischer Künstler in Rom“; eine Auftragsarbeit der Kunstvereinigung von Kopenhagen. Als eine Schilderung eines unkonventionellen Zusammentreffens Gleichgesinnter, spiegelt dieses Bild das neue Selbstbewusstheit eines kunstwirkenden bürgerlichen Gesellschaft wider und wurde damit zum oft zitierten Beispiel.
Auf seiner Rückreise hielt sich Hansen einige Zeit in München auf, um sich an der dortigen Kunstakademie Fresko-Techniken anzueignen. Dies war wegen des erhaltenen Staatsauftrags notwendig. Zusammen mit Georg Christian Hilker sollte er die Vorhalle der Universität Kopenhagen ausschmücken, was er zwischen 1844 und 1853 mit Themen aus der griechischen Mythologie auch bewerkstelligte. Der Maler August Andreas Jensdorff konnte später das Werk mit Hansens Originalkartons restaurieren. Der Kunstkritiker Emil Hannover beschrieb das Werk folgendermaßen:

„[Er schuf] … mit klarer und tiefer Einsicht in das Wesen der antiken Malerei und der griechischen Mythologie einen Kreis von Bildern, die in Bezug auf Reinheit und Strenge des Stiles unter den entsprechenden Werken aus der neuesten Zeit kaum ihresgleichen haben.“

Zwischen 1861 und 1865 betraute man Hansen mit der Ausschmückung des Hoftheaters in Kopenhagen; unterstützt wurde er dabei von Christian Albrecht Jensen. An der Ausschmückung des Doms von Roskilde war Hansen ebenfalls beteiligt. Außerdem schuf er in seinem Spätwerk mehrere Radierungen, mit denen er meistenteils Veduten von Landschaften und Architekturen thematisierte.
Anlässlich seines 50. Geburtstages 1854 wurde Hansen mit der Ernennung zum Titularprofessor geehrt und zu seinem sechzigsten nahm ihn die Königlich Dänische Kunstakademie als Mitglied auf. Nach dem Tod von Vilhelm Marstrand 1873 betraute man Hansen vertretungshalber mit der Leitung der Akademie. Um 1878 legte Hansen alle Ämter nieder und zog sich ins Privatleben zurück. Nach kurzer Krankheit starb er im Alter von 75 Jahren am 29. März 1880 in Kopenhagen. Carl Christian Constantin Hansen wurde auf dem Frederiksberg Ældre Kirkegård der Frederiksberg Kommune auf der Insel Seeland beigesetzt.
Von seinen Kindern sind die Malerin Elise Konstantin-Hansen, die Gobelin-Künstlerin Katharina Hansen und der Theologe Sigurd Hansen zu nennen.

## Werke (Auswahl)
- Die konstituierende Reichsversammlung von 1848 (1860/64)
- Die Schwestern (1826, Porträt seiner Schwestern)
- Forum Romanum (1837)
- Frau Wanscher (1835, Porträt)
- Garten der Villa Albani (1841)
- Geburt der Pallas Athena (1850)
- Gesellschaft dänischer Künstler in Rom (1837)
- Streit zwischen Athena und Poseidon (1851/52)
- Drei Mädchen (1827)
- Ariost-Vorleser auf dem Neapeler Molo (1840)
- Gastmahl Aegirs (1856)